# Tomáš Vokoun
Tomáš Vokoun (* 2. července 1976 Karlovy Vary) je bývalý český profesionální hokejový brankář, dvojnásobný mistr světa a bronzový medailista ze ZOH.

## Hráčská kariéra
Draftován byl jako 9. volba týmu Montreal Canadiens v roce 1994, 226. celkově. Vokoun zůstal ještě jeden rok v České republice a hrál za HC Vagnerplast Kladno. Na sezónu 1995/1996 se přestěhoval do Severní Ameriky a hrál za Wheeling Thunderbirds v ECHL. Vokoun byl povolaný na jeden playoff zápas do týmu Fredericton Canadiens v AHL. Po tomto osvědčeném zápase se v sezóně 1996/1997 natrvalo usadil v bráně Fredericton Canadiens a také poprvé nakoukl do NHL, když odchytal jeden zápas za Montreal Canadiens, nebyl to však povedený zápas, Vokoun inkasoval 4 góly za 20 minut hry. Po další sezóně s Fredericton Canadiens byl 26. června 1998 při expanzivním draftu vybrán týmem Nashville Predators. Vokoun hrál ve své první sezóně v NHL 37 her za Nashville a 9 zápasů za Milwaukee Admirals v IHL. Přestože znovu rozdělil sezónu mezi dva kluby v sezónách 1998/1999 a 1999/2000, Vokoun v NHL zůstal. Nicméně on viděl, že je jen záložní celek Mika Dunhama. V roce 2002 byl Dunham vyměněn do New York Rangers za Marka Židlického, Tomáše Kloučka a Rema Murrayho. Vokoun se stal jedničkou Nashville Predators. Své šance se zhostil dobře. Jeho výkon byl v sezóně 2003/2004 dost dobrý a proto si poprvé zahrál v NHL All-Star Game. Asi důležitější byl Vokoun pro Predators, když přišla šance hrát playoff a Predators se to v roce 2004 povedlo. Tým prohrál v šesti zápasech v prvním kole playoff proti Detroit Red Wings, tým byl překvapený, že hrát proti Red Wings bylo náročnější, než očekával. Ve hrách tři a čtyři, které Predators hráli v Nashvillu, Vokoun ohromil diváky svým výkonem v bráně a navíc vychytal první nulu playoff v historii zastavením 41 střel Red Wings.
Během výluky NHL v sezóně 2004/2005, Vokoun odehrál 19 zápasů základní části sezóny v klubu HIFK ve finské SM-liiga, jeho úspěšnost zákroků byla 94 %. V playoff si Vokoun nevedl tak dobře, jeho úspěšnost zákroků byla 84,6 % ve čtyřech zápasech, nejhorší úspěšnost playoff v lize v tomto roce.

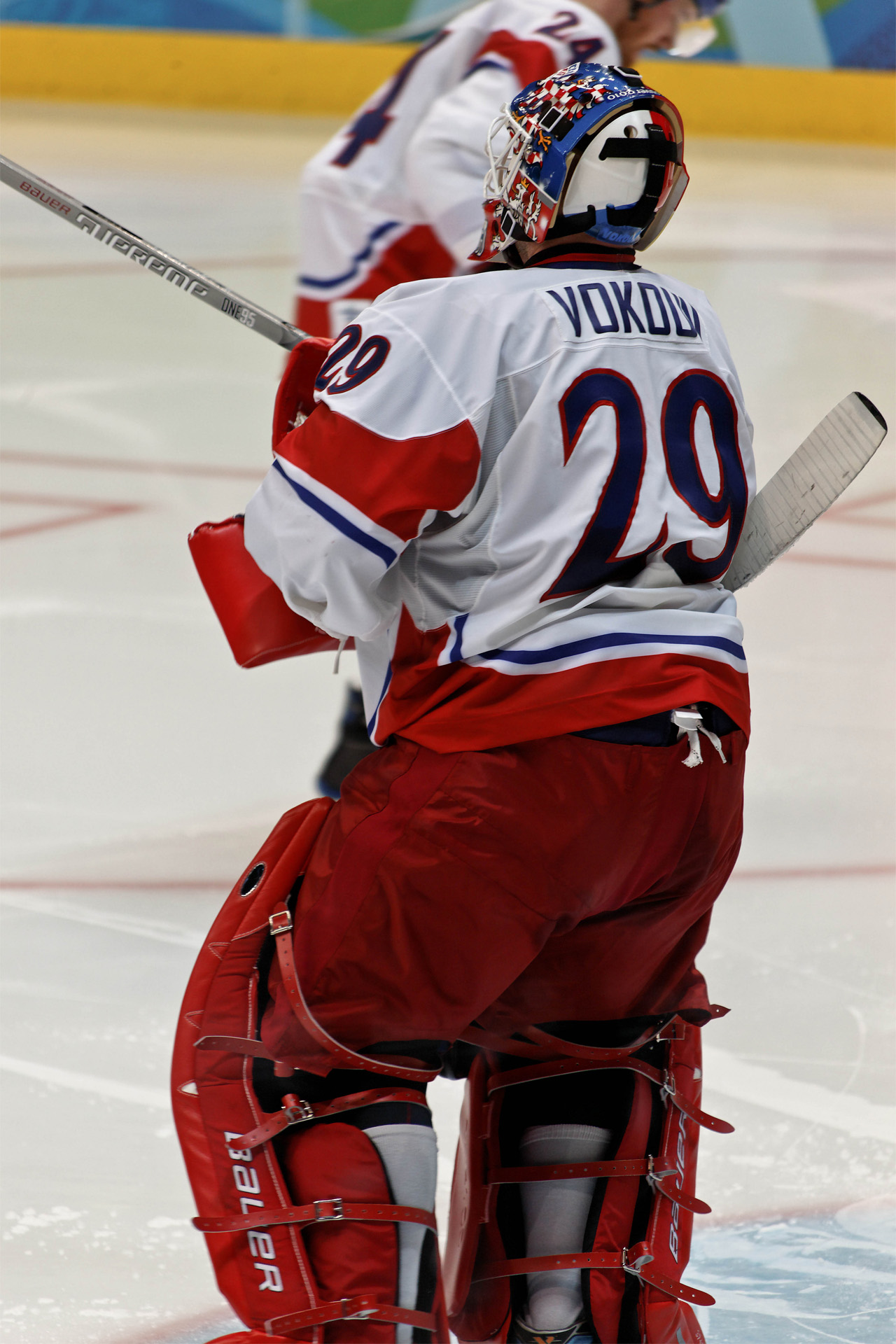
Tomáš Vokoun na Zimních olympijských hrách ve Vancouveru

Nicméně Vokoun byl v té době považován za světovou elitu brankářů. Jeho portrét byl umístěn na ukazatele ve městě Nashville, to svědčilo o jeho popularitě na hokejovém trhu. Kromě toho, se stal miláčkem fanoušků. Kdykoliv při domácích zápasech v Center sommet zastavil střelu, fanoušci Predators odpovídali hlasitým skandováním "Voo-KOOOON!". Dne 10. dubna 2006 Predators oznámili, že Vokoun má vážnou chorobu – tromboﬂebitidu neboli zánět žil, ucpané cévy v oblasti pánve. Slabost se u Vokouna projevila už 1. dubna po utkání se St. Louis, lékaři ji přisuzovali svalovému zranění. Bolest trvala dva dny, jenže ani magnetická rezonance neobjevila problémy. Ty ukázal až počítačový tomograf, jenž odhalil krevní sraženiny. Po pár týdnech mu bylo už lépe. Vokoun zmeškal zbytek základní části a celé playoff. Zotavoval se díky lékům na ředění krve a také se musel vyhnout fyzické aktivitě. V bráně ho nahradil brankář Chris Mason, Predators se ale nepodařilo pokročit v playoff. Dne 24. července 2006 již byl Vokoun zdravý a mohl pokračovat ve své brankářské kariéře v sezóně 2006/2007. Nicméně na začátku sezóny si poranil palec na levé ruce při zápase proti Vancouveru. Vokoun se po zápase podrobil rentgenovému vyšetření, které vyloučilo zlomeninu. Specialista Phil Coogan a týmový lékař Michael Pagnani pak po dalším vyšetření rozhodli, že Vokoun musí na operaci přetržené šlachy. Při Vokounově absenci dostal více příležitostí Chris Mason, který za českého gólmana dochytal zápas proti Vancouver a podílel se na výhře 6:0. Jako jeho náhradníka povolalo vedení Nashvillu z farmy Karla Goehringa. V den, kdy se v roce 2007 uskutečnil vstupní draft, byl Vokoun vyměněn do Floridy Panthers a také byl vybrán do týmu Východní konference NHL All Star Game 2008 v Atlantě.

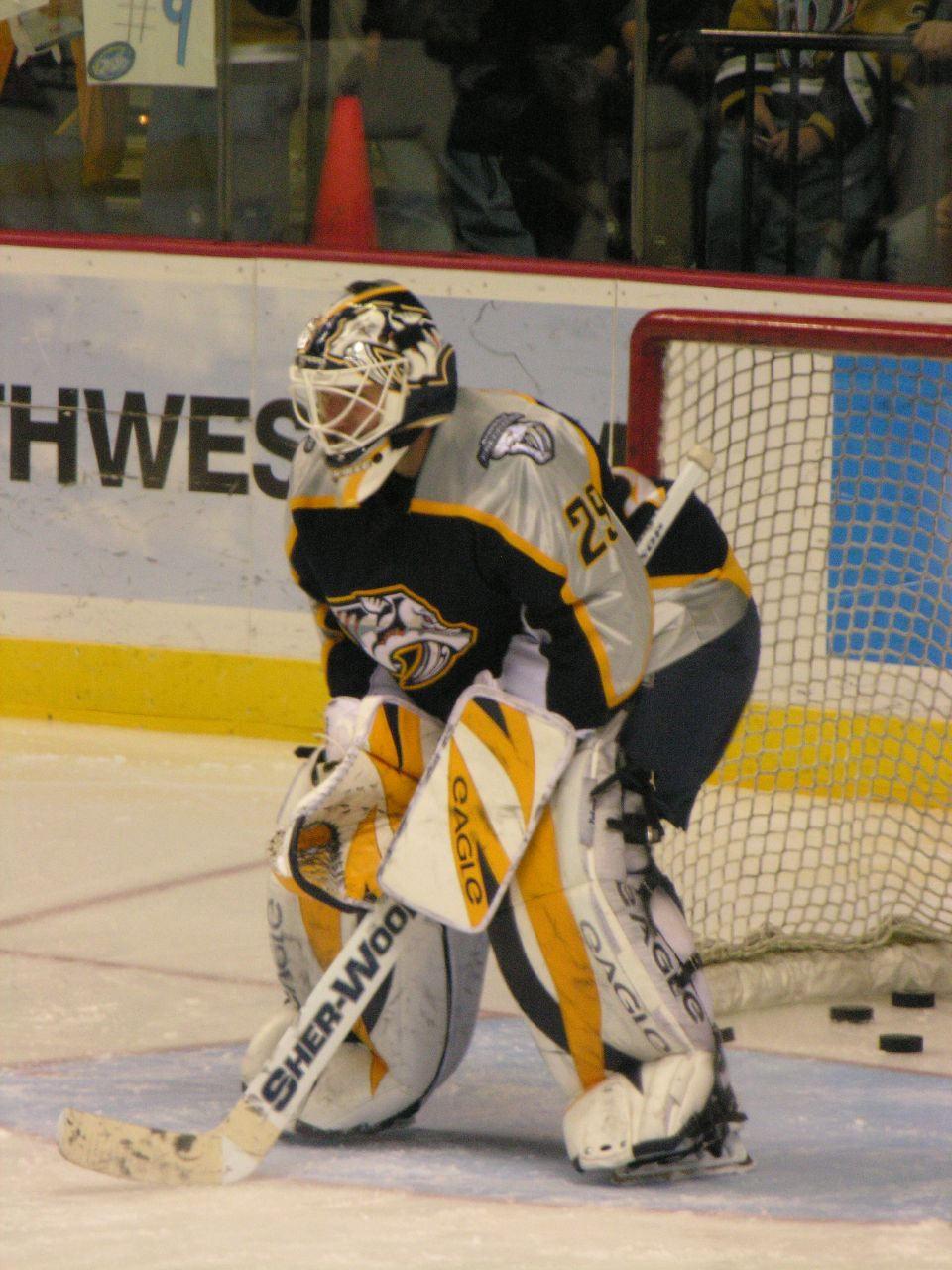
Vokoun v drese Nashville Predators

Během sezóny 2008/2009 Vokoun zaznamenal 26 výher za Panthers, když bojovali o své první playoff od roku 2000, ale nakonec se to nepovedlo. Dne 30. listopadu byl Vokoun zraněn spoluhráčem Keithem Ballardem v zápase proti Atlantě. Ballard v afektu trefil Vokouna svojí hokejkou do hlavy po inkasovaném gólu, který vstřelil Ilja Kovalčuk. Vokoun byl otřesen a okamžitě převezen do nemocnice. Nebylo to vážné zranění, pouze tržná rána na uchu.
Dne 2. července 2011 Vokoun podepsal jednoroční smlouvu s Washington Capitals na 1,5 miliónu dolarů. Své první čisté konto v dresu Capitals vychytal 18. října v zápase proti Floridě (proti svému bývalému klubu). Washington zvítězil 3:0. V červnu 2012 přestoupil do Pittsburghu Penguins.
Kvůli zdravotním potížím nenastoupil do sezóny 2013/2014, v září 2013 podstoupil operaci kvůli odstranění krevních sraženin. Po několika měsících pauzy odchytal v dubnu 2014 dva zápasy za farmářský tým Wilkes-Barre/Scranton Penguins. Následně čekal na nabídku stálého angažmá. Protože však žádná nepřišla, oznámil v prosinci 2014 ukončení aktivní sportovní kariéry. V roce 2016 trénoval na Floridě šestnáctileté hokejové juniory.

## Reprezentace
Vokoun se poprvé za národní tým zahrál na Mistrovství světa juniorů 1996, kde český tým skončil čtvrtý. V roce 2003 byl nominován jako brankářská jednička na Mistrovství světa ve Finsku, kde reprezentace obsadila 4. místo. Zúčastnil se Světového poháru v roce 2004. Brankářskou jedničkou pak byl i na Mistrovství světa v Praze 2004, kdy čtvrtfinálový zápas rozhodl nájezd Američana Roache. Medailového úspěchu se tak dočkal až na svém třetím mistrovství světa, když v roce 2005 ve Vídni dovedl národní tým k titulu mistrů světa. Stejný úspěch pak zopakoval i na MS 2010, kde byl hlavní oporou týmu. Mimo to si zachytal i na ZOH 2006 v Turíně a ZOH 2010 ve Vancouveru. V roce 2010 získal Zlatou hokejku. V dubnu 2013 oznámil konec reprezentační kariéry.

## Individuální úspěchy

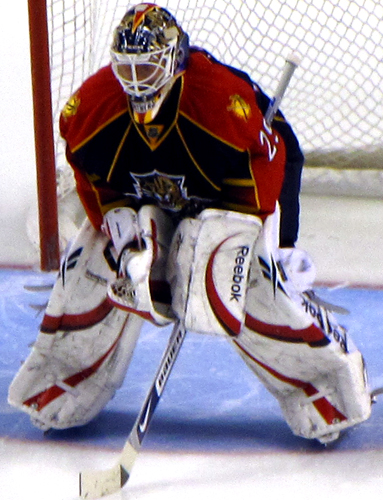
Vokoun v dresu Floridy

- 1998 - Nejlepší nováček měsíce prosince
- 2000 - Nejlepší NHL hráč týdne končícího 2. ledna 2000 (3–0–0, 1 čisté konto, počet obdržených gólů za zápas - 1,33, úspěšné zákroky v procentech 96,0 %; byl prvním hráčem Nashville Predators, který tuto cenu vyhrál)
- 2003 - Nejlepší bránící hráč NHL týdne končícího 30. listopadu 2003 (4–0–0, počet obdržených gólů za zápas - 1,50, úspěšné zákroky 95,0 %)
- 2004 - Člen Západní Konference NHL All-Star Game
- 2004 - 2. místo v anketě Zlatá hokejka
- 2005 - Nejlepší brankář na MS
- 2005 - Člen All-Star Týmu na MS
- 2008 - Člen Východní Konference NHL All-Star Game
- 2010 - Nejlepší bránící hráč NHL měsíce ledna 2010 (Třetí NHL hvězda měsíce, 8-4-2, počet obdržených gólů za zápas - 1,49, úspěšné zákroky 95,6 %, 4 čistá konta)
- 2010 - 1. místo v anketě Zlatá hokejka
- 2011 - Třetí NHL hvězda týdne končícího 23. října 2011 (6-0-0, počet obdržených gólů za zápas - 1,80, úspěšné zákroky 94,4 %)[10]

## Prvenství

### ČHL
- Debut – 19. října 1993  (Poldi SONP Kladno proti HC Vajgar Jindřichův Hradec)
- První inkasovaný gól – 19. října 1993  (Poldi SONP Kladno proti HC Vajgar Jindřichův Hradec, českým útočníkem Janem Czerlinskim)
- První vychytaná nula – 8. října 2004 (HC Znojemští Orli proti HC Dukla Jihlava)

### NHL
- Debut – 6. února 1997 (Philadelphia Flyers proti Montreal Canadiens)
- První inkasovaný gól – 6. února 1997 (Philadelphia Flyers proti Montreal Canadiens), švedským útočníkem Mikael Renberg)
- První vychytaná nula – 15. ledna 1999 (Nashville Predators proti Phoenix Coyotes)

## Klubová statistika

### Základní části
| Sezona       | Tým                            | Liga         | Z   | V   | P   | R  | Pvp | MIN    | OG    | ČK | POG   | %ChS |
| ------------ | ------------------------------ | ------------ | --- | --- | --- | -- | --- | ------ | ----- | -- | ----- | ---- |
| 1993–94      | Poldi SONP Kladno              | ČHL          | 2   | 1   | 1   | 0  | —   | 60     | 5     | 0  | 5.00  | .839 |
| 1994–95      | Poldi SONP Kladno              | ČHL          | 26  | 13  | 9   | 4  | —   | 1334   | 68    | 0  | 3.06  | .915 |
| 1995–96      | Wheeling Thunderbirds          | ECHL         | 35  | 20  | 10  | 2  | —   | 1912   | 117   | 0  | 3.67  | .881 |
| 1995–96      | Fredericton Canadiens          | AHL          | —   | —   | —   | —  | —   | —      | —     | —  | —     | —    |
| 1996–97      | Montreal Canadiens             | NHL          | 1   | 0   | 0   | 0  | —   | 20     | 4     | 0  | 12.00 | .714 |
| 1996–97      | Fredericton Canadiens          | AHL          | 47  | 12  | 26  | 7  | —   | 2645   | 154   | 2  | 3.49  | .902 |
| 1997–98      | Fredericton Canadiens          | AHL          | 31  | 13  | 13  | 2  | —   | 1735   | 90    | 0  | 3.11  | .907 |
| 1998–99      | Nashville Predators            | NHL          | 37  | 12  | 18  | 4  | —   | 1954   | 96    | 1  | 2.95  | .908 |
| 1998–99      | Milwaukee Admirals             | IHL          | 9   | 3   | 2   | 4  | —   | 539    | 22    | 1  | 2.45  | .920 |
| 1999–00      | Nashville Predators            | NHL          | 33  | 9   | 20  | 1  | —   | 1879   | 87    | 1  | 2.78  | .904 |
| 1999–00      | Milwaukee Admirals             | IHL          | 7   | 5   | 2   | 0  | —   | 364    | 17    | 0  | 2.80  | .921 |
| 2000–01      | Nashville Predators            | NHL          | 37  | 13  | 17  | 5  | —   | 2088   | 85    | 2  | 2.44  | .910 |
| 2001–02      | Nashville Predators            | NHL          | 29  | 5   | 14  | 4  | —   | 1471   | 66    | 2  | 2.69  | .903 |
| 2002–03      | Nashville Predators            | NHL          | 69  | 25  | 31  | 11 | —   | 3974   | 146   | 3  | 2.20  | .918 |
| 2003–04      | Nashville Predators            | NHL          | 73  | 34  | 29  | 10 | —   | 4221   | 178   | 3  | 2.53  | .909 |
| 2004–05      | HC Znojemští Orli              | ČHL          | 27  | 10  | 14  | 3  | —   | 1599   | 69    | 3  | 2.59  | .927 |
| 2004–05      | HIFK Hockey                    | SM-l         | 19  | 11  | 4   | 4  | —   | 1149   | 35    | 2  | 1.83  | .940 |
| 2005–06      | Nashville Predators            | NHL          | 61  | 36  | 18  | —  | 7   | 3600   | 160   | 4  | 2.67  | .919 |
| 2006–07      | Nashville Predators            | NHL          | 44  | 27  | 12  | —  | 4   | 2601   | 104   | 5  | 2.40  | .920 |
| 2007–08      | Florida Panthers               | NHL          | 69  | 30  | 29  | —  | 8   | 4030   | 180   | 4  | 2.68  | .919 |
| 2008–09      | Florida Panthers               | NHL          | 59  | 26  | 23  | —  | 6   | 3324   | 138   | 6  | 2.49  | .926 |
| 2009–10      | Florida Panthers               | NHL          | 63  | 23  | 28  | —  | 11  | 3695   | 157   | 7  | 2.55  | .925 |
| 2010–11      | Florida Panthers               | NHL          | 57  | 22  | 28  | —  | 5   | 3224   | 137   | 6  | 2.55  | .922 |
| 2011–12      | Washington Capitals            | NHL          | 48  | 25  | 17  | —  | 2   | 2583   | 108   | 4  | 2.51  | .917 |
| 2012–13      | Pittsburgh Penguins            | NHL          | 20  | 13  | 4   | —  | 0   | 1029   | 42    | 3  | 2.45  | .919 |
| 2013–14      | Wilkes-Barre/Scranton Penguins | AHL          | 2   | 1   | 1   | —  | 0   | 124    | 5     | 0  | 2.41  | .891 |
| Celkem v NHL | Celkem v NHL                   | Celkem v NHL | 700 | 300 | 288 | 35 | 43  | 39,695 | 1,688 | 51 | 2.56  | .917 |

### Play-off
| Sezona       | Tým                   | Liga         | Z  | V | P  | MIN   | OG | ČK | POG  | %ChS |
| ------------ | --------------------- | ------------ | -- | - | -- | ----- | -- | -- | ---- | ---- |
| 1993–94      | Poldi SONP Kladno     | ČHL          | 2  | 2 | 0  | 120   | 14 | 0  | 7.00 | .811 |
| 1994–95      | Poldi SONP Kladno     | ČHL          | 5  | 2 | 3  | 241   | 19 | 0  | 4.75 | .872 |
| 1995–96      | Wheeling Thunderbirds | ECHL         | 7  | 4 | 3  | 436   | 19 | 0  | 2.61 | .903 |
| 1995–96      | Fredericton Canadiens | AHL          | 1  | 0 | 1  | 59    | 4  | 0  | 4.07 | .879 |
| 1998–99      | Milwaukee Admirals    | IHL          | 2  | 0 | 2  | 149   | 8  | 0  | 3.22 | .909 |
| 2003–04      | Nashville Predators   | NHL          | 6  | 2 | 4  | 356   | 12 | 1  | 2.02 | .939 |
| 2004–05      | HIFK Hockey           | SM-l         | 4  | 0 | 3  | 205   | 12 | 0  | 3.51 | .846 |
| 2006–07      | Nashville Predators   | NHL          | 5  | 1 | 4  | 323   | 16 | 0  | 2.96 | .902 |
| 2012–13      | Pittsburgh Penguins   | NHL          | 11 | 6 | 5  | 685   | 23 | 1  | 2.01 | .933 |
| Celkem v NHL | Celkem v NHL          | Celkem v NHL | 22 | 9 | 13 | 1,365 | 51 | 2  | 2.24 | .928 |

### Reprezentace
| Rok                    | Tým                    | Soutěž                 | Z  | V  | P  | R | MIN  | OG | ČK | POG  | %ChS |
| ---------------------- | ---------------------- | ---------------------- | -- | -- | -- | - | ---- | -- | -- | ---- | ---- |
| 1994                   | Česko 18               | MEJ-18                 | 5  | 3  | 1  | 1 | 300  | 11 | 1  | 2.20 | .916 |
| 1996                   | Česko 20               | MSJ                    | 6  | 2  | 2  | 2 | 356  | 21 | 1  | 3.54 | .877 |
| 2003                   | Česko                  | MS                     | 7  | 4  | 1  | 1 | 389  | 14 | 1  | 2.16 | .925 |
| 2004                   | Česko                  | MS                     | 6  | 5  | 1  | 0 | 370  | 7  | 2  | 1.14 | .944 |
| 2004                   | Česko                  | SP                     | 5  | 2  | 3  | 0 | 303  | 15 | 0  | 2.96 | .881 |
| 2005                   | Česko                  | MS                     | 8  | 7  | 1  | 0 | 499  | 9  | 2  | 1.08 | .953 |
| 2006                   | Česko                  | OH                     | 7  | 3  | 3  | 0 | 342  | 14 | 1  | 2.46 | .897 |
| 2010                   | Česko                  | OH                     | 5  | 3  | 2  | 0 | 304  | 9  | 0  | 1.78 | .936 |
| 2010                   | Česko                  | MS                     | 8  | 7  | 1  | 0 | 496  | 13 | 0  | 1.57 | .944 |
| Seniorská reprezentace | Seniorská reprezentace | Seniorská reprezentace | 46 | 31 | 12 | 1 | 2703 | 81 | 6  | 1.80 | .928 |